# 320-й окремий вертолітний полк (СРСР)
320-й окремий вертолітний полк (320 ОВП, в/ч 19160) — формування Радянської армії, що існувало до 1992 року. Перебувало у складі ОдВО.
Підрозділи полку брали участь у війні в Афганістані, ліквідації аварії на ЧАЕС.
Після розпаду СРСР у 1992 році на базі полку згодом була сформована 11-та окрема бригада армійської авіації України.

## Історія
У серпні 1961 року на аеродромі Херсона виокремлено 370-ту окрему вертолітну ескадрилью. Основою для неї став особовий склад розформованого винищувального авіаційного полку на літаках МіГ-17, який до того базувався у Херсоні.
Наказом МО СРСР датою частина встановлено 26 серпня 1962 року.
Ескадрилья одразу почала бойову підготовку і залучалася до виконання спеціальних завдань. Зокрема, в 1966 році підрозділи частини виконували завдання в умовах Крайньої Півночі.
3 листопада 1971 року ескадрилья почала переформування на 320-й окремий вертолітний полк, формування завершилося у серпні 1972 року. Частина отримала номер 19160.

### Війна в Афганістані
У січні 1981 року частини полку почали залучатися для участі у війні в Афганістані. Полковник Валерій Іванович Савченко зі складу полку в 1981 році прибув в Афганістан і очолив 280-й окремий вертолітний полк (в/ч 22523, пп 17668).
Понад сотню пілотів полку брали участь у ліквідації наслідків аварії на ЧАЕС у квітні 1986 року.
До 1989 року понад 2000 чоловік з полку пройшли війну в Афганістані, 9 з них загинуло. Нагородами були відзначені 177 чоловік.
Після розпаду СРСР у 1992 році на базі полку згодом була сформована 11-та окрема бригада армійської авіації України.

## Структура
- 594-й окремий батальйон авіаційно-технічного забезпечення (в/ч 23296)
- 787-ма окрема рота зв'язку і радіотехнічного забезпечення (в/ч 34115)

## Озброєння
- (1972) Мі-6, Мі-8

## Командування
- полковник Ким Юрій Федорович[1]